# 湖北蓟
湖北蓟（学名：Cirsium hupehense），为菊科蓟属下的一个植物种。高度30-150厘米。根直伸，直径可达1厘米，茎直立，基部直径可达1.3厘米，上部或自下部长分枝，分枝斜升，或不分枝，全部茎枝有条棱，上部灰白色，被薄绒毛。

## 形态特征
中部茎叶长椭圆形或长椭圆状披针形，长9-18厘米，宽1.5-3厘米，不分裂，边缘有针刺，针刺长短不等长，相间排列，贴伏或斜伸，或边缘，主要是下部边缘有三角形或斜三角形锯齿，锯齿或深或浅，但决不构成明显的羽裂，针刺长者长2.5毫米，短者不足1毫米，向上的叶渐小，同形或长披针形或宽线形，并具有等样的针刺。全部叶质地厚，两面异色，上面绿色，被稀疏的糠秕状糙伏毛，下面灰白色，被密厚的绒毛。
头状花序在茎枝顶端排成伞房花序，少有头状花序单生茎顶而植株只含有1个头状花序的。总苞卵球形，直径2-2.5厘米，无毛。
总苞片约6层，覆瓦状排列，向内层渐长，最外层长三角形，长约5毫米，宽约1毫米，顶端针刺长不足1毫米；中层卵状三角形，包括顶端针刺长8毫米，宽2毫米，顶端针刺长2毫米；内层及最内层三角状披针形或宽线形，长1-1.5厘米，宽1-1.5毫米，顶端膜质扩大，膜质。全部苞片外面沿中脉有黑色粘腺。小花紫红色或粉红色，花冠长2.2厘米，檐部长1.1厘米，不等5浅裂。
瘦果偏斜楔状倒卵形，长3.5厘米，宽2毫米，压扁，顶端斜截形。冠毛浅褐色，多层。基部连合成环，整体脱落；冠毛刚毛长羽毛状，长1.5厘米，顶端渐细。
花果期8-11月。

## 生长环境
湖北蓟生于山坡灌木林中或林缘、草丛、荒地或田间，海拔500-2500米。

## 分布范围
湖北蓟分布于中国河北、河南、陕西、湖南、湖北、四川、安徽、福建、江西、云南与广东。